# 清水裕 (政治家)
清水 裕（しみず ひろし、1954年（昭和29年）10月16日 - 2018年（平成30年）3月30日）は、日本の政治家、国土交通官僚。愛媛県大洲市長（3期）。

## 概要
大阪府大阪市出身。大阪大学工学部土木工学科卒業。
1977年（昭和52年）に建設省（現：国土交通省）に入省。以後、官僚としては主に治水・水利に携わり、1992年（平成4年）から建設省四国地方建設局河辺川ダム（現・山鳥坂ダム）工事事務所長を務めたのち、鹿児島県川内市（現：薩摩川内市）助役、国土交通省河川環境課流域治水調査官、愛媛県土木部長などを勤め、2009年（平成21年）2月に国土交通省を退官した。
国土交通省退官後は大森隆雄大洲市長の要請で大洲市副市長に就任した。大森市長の死去に伴って行われた同年9月の大洲市長選挙に立候補。市長選挙ではかつて自身が関わった山鳥坂ダム建設の是非が争点となる中で建設推進を掲げ、民主党の推薦を受けた建設反対派の元市議を破って初当選を果たした。2013年及び2017年の市長選挙では再選を果たした。
2018年3月30日夜に自宅で倒れて大洲中央病院に緊急搬送されたが、同日22時、脳内出血のため死去。63歳没。
趣味は魚釣り･料理。好きな言葉は「以和為貴」。

## 経歴
- 1977年 - 建設省入省。
- 1995年 - 鹿児島県川内市（現:薩摩川内市）助役に出向。
- 1998年 - 建設省河川局河川計画課建設専門官
- 1999年 - 建設省中部地方建設局沼津工事事務所長
- 2002年 - 国土交通省河川環境課流域治水調査官に就任。
- 2006年 - 愛媛県土木部長に出向。
- 2009年2月 - 国土交通省を退官し、大洲市副市長に就任。
- 2009年9月 - 大洲市長選挙に立候補し、初当選。
- 2013年 - 大洲市長選挙に立候補し、当選（2期）。
- 2017年 - 大洲市長選挙に立候補し、当選（3期）。
- 2018年3月30日、市長在職中死去。

## 政策
- 山鳥坂ダムの建設推進